# Cryptocentrus maudae
Cryptocentrus maudae és una espècie de peix de la família dels gòbids i de l'ordre dels perciformes.

## Morfologia
Els mascles poden assolir els 10 cm de longitud total.

## Distribució geogràfica
Es troba al Pacífic occidental central.